# 吉田詩織
吉田 詩織（よしだ しおり）は、日本の作詞家、作曲家。ハイキックエンタテインメント所属。

## 経歴
3歳からエレクトーンをはじめ、音楽の楽しさを知る。高校時代に同級生とのバンド活動を経て、幼少の頃より親しみ生きる糧としているアニメ・ゲームの主題歌や劇伴に憧れを抱くようになり、卒業後、作曲・編曲を学ぶ道へ進む。2011年より作家活動を開始。
メロディメーカーとしてだけではなく、その瑞々しい歌詞も好評を得る。 
1クール30本のアニメ観賞が生活の1部となっている。 特に好きなアニメはガンダムシリーズ、『カウボーイビバップ』、『CLANNAD』。

## 楽曲を提供した主な作品

### アニメ
- Wake Up, Girls!
  - キャラクターソング「IT'S AMAZING SHOW TIME」（作詞）
  - キャラクターソング「走り出したencore」（作詞）
  - キャラクターソング「Into The Light」（作詞）
  - キャラクターソング「ヒカリキラリミルキーウェイ」（作詞）
  - キャラクターソング「snuggery」（作詞）
  - キャラクターソング「青い月のシャングリラ」（作詞）
- 音楽少女
  - H☆E☆S (千歳ハル (CV: 沼倉愛美)、熊谷絵里 (CV: 瀬戸麻沙美)、竜王更紗 (CV: 渕上舞))「terzetto rhapsody」（作詞・作曲）
- げんしけん二代目
  - キャラクターソング「ただ見つめるだけ」（作詞・作曲）
- ゴールデンタイム
  - キャラクターソング「NIGHTMARE」（作詞）
  - キャラクターソング「Let's break together」（作詞）
- デート・ア・ライブII
  - キャラクターソング「melt on the border」（作詞）
- しまじろうのわお!
  - パティシエ パティシエール（作曲・歌唱）
  - アイ アム ア クラゲ（作曲）
- ハナヤマタ
  - キャラクターソング「fluffy」（作詞）
  - キャラクターソング「琥珀色キャンディ」（作詞）
  - キャラクターソング「スマイル」（作詞）
  - キャラクターソング「Shining glow」（作詞）
- ハマトラ
  - キャラクターソング「See you again!」（作詞）
  - キャラクターソング「Blues & Rise」（作詞）
  - キャラクターソング「Destination」（作曲）
  - キャラクターソング「落月」（作詞・作曲）
  - キャラクターソング「shade」（作詞）
  - キャラクターソング「辿り着くのは」（作詞）
- マジきゅんっ!ルネッサンス
  - 挿入歌「Art Session!!!!!!!」（久下真音と共作詞）
  - 挿入歌「Walk in the lonely night」（作詞）
  - 挿入歌「My world, Your world」（作詞）
  - 挿入歌「Step of Happiness!」（作詞）
  - 挿入歌「Rainbow Star」（作詞）
  - 挿入歌「Shiny color」（作詞）
  - 挿入歌「Sweets à la mode♪」（作詞）
  - 挿入歌「キミという光」(作詞)
  - 挿入歌「Dear my special」（久下真音と共作詞）

### ゲーム
- pop'n music ラピストリア
  - 麗しきエトワールアンジュ（作詞・作曲・歌唱）

### アーティスト
- 飯田里穂
  - 「Stargazer」（作詞）
  - 「わたしのパレット」（作詞）
  - 「Slowly Love」（作詞）
- 伊藤かな恵
  - 「打ち上げ花火」（作詞）
- おはガールふわわ
  - 「Happy Stage」（作詞）
- かと*ふく
  - 「青」（作詞・作曲）
  - 「My Friend」（作詞・作曲）
- 名古屋おもてなし武将隊
  - 「不離威騎!」（作詞）
  - 「深紅」（作詞）
- B.A.P
  - 「HAJIMAｰハジマｰ」（作詞）
- PiXMiX
  - 「你们好！〜ニーメンハオ〜」（作詞）
- 堀江由衣
  - 「この場所で」（作詞）
  - 「Golden Time」（作詞）
- 吉木りさ
  - 「もっともっとくじらっきー」（作詞・作曲）